# Salomon Meyer Sternberg
Salomon Meyer Sternberg (* 3. Juli 1824 in Hamburg; † 4. Januar 1902 ebenda) war ein deutscher Tabakarbeiter und Arbeiterführer.

## Leben und Wirken
Der Vater von Salomon Meyer Sternberg war ein Zigarrenmacher, der früh verstarb. Sternberg wuchs in prekären finanziellen Verhältnissen auf und besuchte die Israelitische Freischule. Als Mitarbeiter einer Tabakmanufaktur wurde er im Gründungsjahr 1845 Mitglied der Bildungsgesellschaft für Arbeiter. 1847 ging er auf Wanderschaft, die ihn über mehrere westdeutsche Städte nach Brüssel und Antwerpen führte. Dokumente aus politischen Diskursen geben Hinweise darauf, dass er danach der Hamburger Ortsgruppe des Bundes der Kommunisten angehörte. Im September 1848 gehörte er als gewählter Vizepräsident zu den Gründungsmitgliedern des Hamburger Zigarren-Arbeiter-Vereins und war ab 1849/50 dessen Präsident.
Sternberg bemühte sich bereits zuvor, den Zigarren-Arbeiter-Verein mit der Deutschen Arbeiterverbrüderung unter Leitung von Stephan Born zusammenzuführen. 1849 besuchte er den zweiten Kongress der deutschen Zigarrenarbeiter in Leipzig, der beschloss, die Hamburger Vereinigung in die Assoziation der Tabakarbeiter Deutschlands aufzunehmen. Von 1850 bis zum Verbot im Juni 1851 übernahm Sternberg das Amt des Präsidenten des Hamburger Bezirks-Komitees. Im Juni 1852 wurde er gewählter Vizepräsident des Hamburger Arbeiterbildungsvereins. Nach einer Anweisung aus Berlin verhörte die Polizei Sternberg sieben Wochen später aufgrund angeblicher Geldsammlungen für politische Flüchtlinge. Seine Wohnung und das Gebäude des Vereins wurden aus diesem Grund durchsucht. Wenngleich sich aus den Vorgängen für ihn keine weiteren Konsequenzen ergaben, blieb Sternberg nur noch bis 1853 Vereinspräsident. Anschließend konzentrierte er sich auf sein berufliches Fortkommen als selbstständiger Zigarrenhersteller.
Sternberg, der der Jüdischen Gemeinde in Hamburg angehörte, heiratete 1854. 1858 erwarb er das Hamburger Bürgerrecht.